# Tribu Scaptia
La tribu Scaptia (en latin classique : Scaptǐa) est l'une des trente-et-une tribus rustiques de la Rome antique.
D'après Tite-Live, elle aurait été créée en 333 AUB.